# Guillem Braç de Ferro
Guillem Braç de Ferro (c. 1010 - † 1046) fou un aventurer normand, un dels dotze fills de Tancred d'Hauteville. Guillem i el seu germà petit Drogó van viatjar al Mezzogiorno l'any 1035 en resposta a la sol·licitud d'ajuda que Rainulf Drengot, comte d'Aversa, havia fet al seu pare.

## Biografia
Entre el 1038 i el 1040, ell i altres normands van lluitar juntament amb els llombards de Melfi com a mercenaris al servei de l'Imperi Romà d'Orient a Sicília contra els sarraïns. Allà va guanyar l'epítet «Braç de Ferro» per matar l'emir de Siracusa durant una sortida durant el setge a aquesta ciutat. Quan el general grec Giorgio Maniace va humiliar públicament el general salernità Arduí, els llombards es van retirar de la campanya amb els normands i la guàrdia varega. Després que Maniace fos reclamat de tornada a Constantinoble el nou catepà d'Itàlia, Miquel Dokeianos va nomenar Arduí governador de Melfi. Melfi, tanmateix, no va trigar a unir-se a altres llombards de la Pulla en una rebel·lió contra el domini romà d'Orient, la qual va tenir el suport de Guillem i dels normands. Els romans d'Orient van aconseguir comprar els líders de la revolta: primer Atenulf, príncep de Benevent, i després Argir. El setembre de 1042 els normands van escollir el seu propi líder, ignorant Arduí. La revolta, originàriament llombarda, s'havia convertit en normanda en caràcter i lideratge.
Guillem fou escollit pels normands com el seu comte després de la defecció d'Argir. Ell i els altres líders, entre ells Drogó i Pere, van demanar a Guaiamar IV, príncep de Salern, que reconegués les seves conquestes. Van rebre com a feu les terres que envoltaven Melfi i van proclamar Guaimar "Duc de la Pulla i Calàbria". El 1043 a Melfi Guaimar va dividir la regió, tret de la pròpia Melfi, en dotze baronies per als caps normands: Ascletí va rebre Acerenza, Tristà Montepeloso, Hug Monopoli, Pere Trani i Drogó Venosa. Guillem, que destacava entre els caps normands, va rebre les terres d'Ascoli. Es va casar amb Guida, la filla de Gui, duc de Sorrento i nebot de Guaimar.